# Клаус Марія Брандауер
Кла́ус Марі́я Бранда́уер (нім. Klaus Maria Brandauer, ім'я при народженні Klaus Georg Steng; нар. 22 червня 1943 Бад-Аусзеє, Штирія) — австрійський актор театру та кіно, лауреат та номінант престижних світових кінопремій.

## Біографія
Клаус Марія Брандауер народився 22 червня 1943 (за іншими відомостями у 1944) в м. Бад-Аусзеє, федеральна земля Штирія на південному сході Австрії, у родині німецького митника Georg Steng та австрійки Maria Brandauer. Ім'я при народженні Klaus Georg Steng. Перші роки юності провів з бабусею та дідусем в Альтаусзеє, пізніше жив з батьками, зокрема, в Баден Кель і Гренцах-Вілен, землі Баден-Вюртемберг, неподалік від Базеля.
Після закінчення в 1962 середньої школи, молодий Брандауер почав відвідувати Штутгартську вищу школу музики і театру, проте перервав навчання після двох семестрів. 1963 одружується на подрузі дитинства Карині Катерині Мюллер (нім. Karin Katharina Müller). 1964 народився син Крістіан, зараз композитор.
У липні 2007 у берлінський Церкві святого Миколая побрався шлюбом з Наталі Крен (нім. Natalie Krenn). У травні 2014 в них народився син Фердинанд.
Клаус Марія Брандауер нині живе в Альтаусзее, Відні, Берліні та Нью-Йорку. Вільно володіє п'ятьма мовами: німецькою, італійською, угорською, англійською та французькою.

## Творча діяльність
Після Штутґартської школи почав працювати в Тюбінгені, де у 1963 дебютував у шекспірівський «Міра за міру» (роль Клавдіо), постановки Державного театру Вюртемберг-Гогенцоллерн. З 1972 член трупи у віденському Бурґтеатрі. Із початку 1970-х Брандауер стає одним з найвідоміших акторів німецькомовного світу.

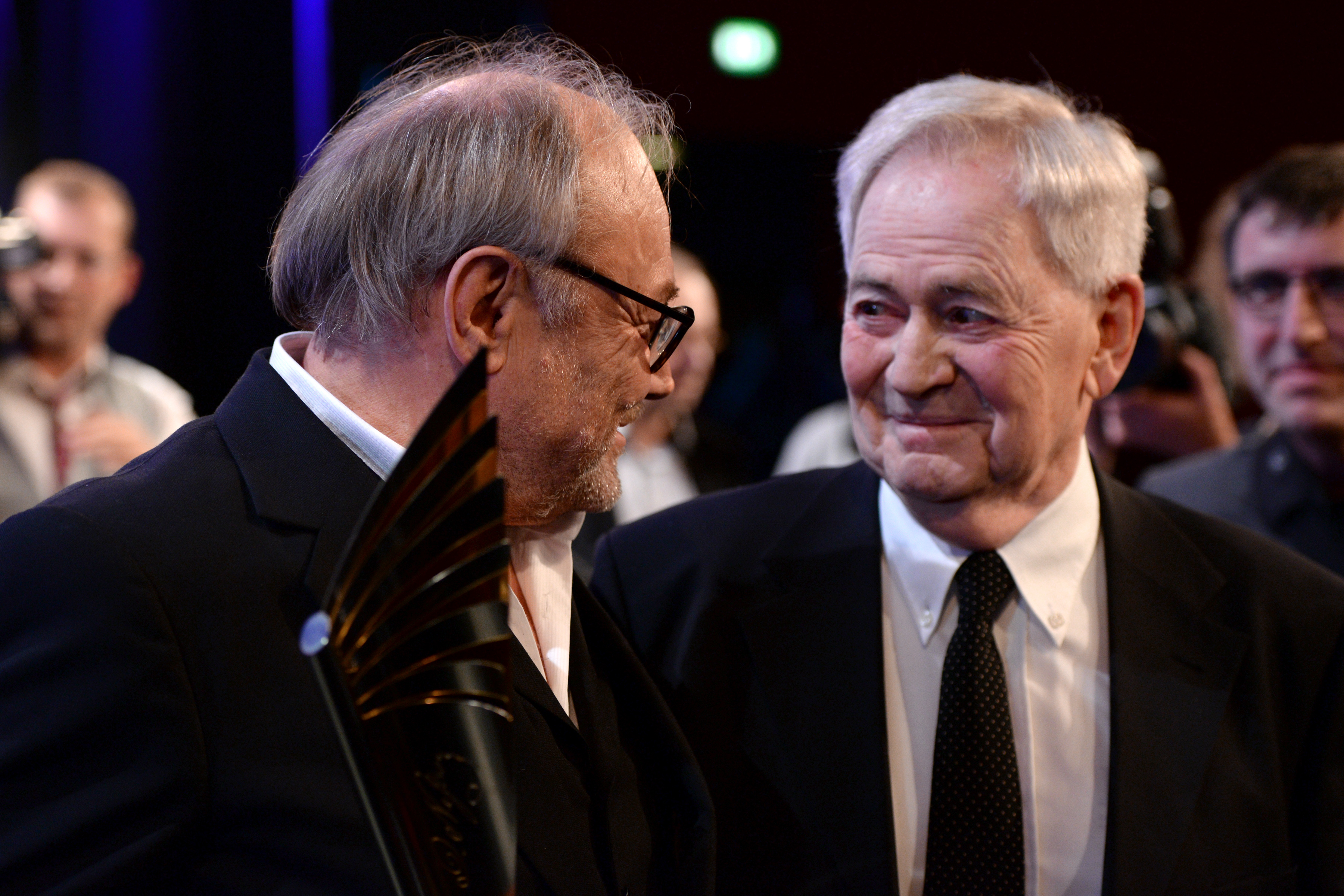
Клаус Марія Брандауер та Іштван Сабо на церемонії вручення премії Verleihung des Nestroy, 2014

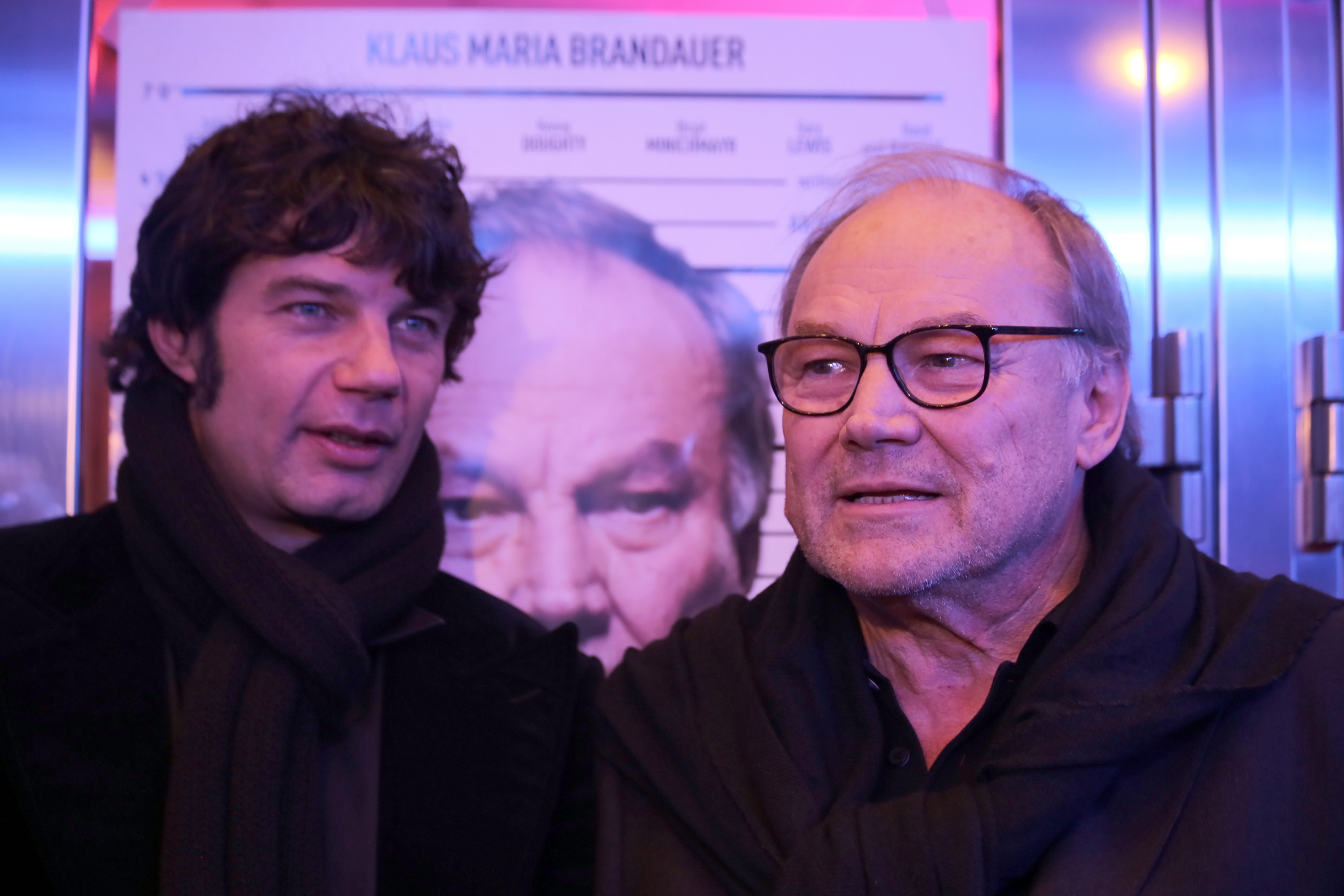
Режисер Антонін Свобода і Брандауер на прем'єрі Дивна справа Вільгельма Райха (Відень, 2012)

На міжнародному рівні став відомим з 1981 у картині Мефісто, роль Хендріка Хефгена, за сценарієм Клауса Манна, угорського режисера Іштвана Сабо. Далі були дві інших співпраці з Сабо: Полковник Редль (1984) і Хануссен (1988). Всі три фільми номінувалися на Оскар, як найкращий іноземний фільм, а Мефисто отримала нагороду.

### Творчі нагороди за роками

#### Лауреат
- 1982 Премія «Давид ді Донателло» найкращому іноземному актору (Мефісто/Mephisto)
- 1985 Deutscher Filmpreis, премія за найкращу чоловічу роль (Полковник Редль/Oberst Redl)
- 1986 Золотий глобус, за найкращу чоловічу роль другого плану (З Африки/Out of Africa)
- 1986 Kansas City Film Critics Circle, за найкращу чоловічу роль другого плану (З Африки/Out of Africa)
- 1986 Національна рада кінокритиків США, за найкращу чоловічу роль другого плану (З Африки/Out of Africa)
- 1988 Bayerischer Filmpreis, за найкращого актора (Пекуча таємниця/Burning Secret)

#### Номінант
- 1982 Премія BAFTA, за найкращий дебют (Мефісто/Mephisto)
- 1986 Премія «Оскар» за найкращу чоловічу роль другого плану (З Африки/Out of Africa)
- 1986 Премія BAFTA, за найкращу чоловічу роль другого плану (З Африки/Out of Africa)
- 1988 Премія Еммі, за найкращого актора (Хануссен/Hanussen)
- 2000 Прайм-тайм Еммі, за найкращого актора другого плану у серіалі або телефільмі (Познайомтеся з Дороті Дендридж/Introducing Dorothy Dandridge)
- 2000 Золотий глобус, за найкращу чоловічу роль другого плану у міні-серіалу або телефільмі (Познайомтеся з Дороті Дендридж/Introducing Dorothy Dandridge)

#### Інші творчі відзнаки
- 1987 Берлінський кінофестиваль, Почесний приз Berlinale Camera Award
- 1995 19-й Московський міжнародний кінофестиваль, Приз Андрія Тарковського та Спеціальний приз журі (Маріо і чарівник/Mario und der Zauberer)

### Фільмографія(вибірково)

Постер до кінофільму Полковник Редль

Постер до кінофільму Маніпуляція

Станом на червень 2017 Клаус Марія Брандауер брав участь як актор у створенні 64-ти та як режисер 4-х кіно- та телевізійного фільмів.
| Назва фільму українською            | Оригінальна назва             | Рік виходу | Роль у фільмі                  |
| ----------------------------------- | ----------------------------- | ---------- | ------------------------------ |
| Вимирання (ТБ)                      | Die Auslöschung               | 2013       | Ernst Lemden                   |
| Дивна справа Вільгельма Райха       | Der Fall Wilhelm Reich        | 2012       | Wilhelm Reich                  |
| Маніпуляція                         | Manipulation                  | 2010       | Urs Rappold                    |
| Тетро                               | Tetro                         | 2009       | Карло                          |
| Познайомтеся з Дороті Дендридж (ТБ) | Introducing Dorothy Dandridge | 1999       | Отто Премінґер                 |
| Рембрандт                           | Rembrandt                     | 1999       | Рембрандт                      |
| Маріо і чарівник                    | Mario und der Zauberer        | 1994       | Кіполла                        |
| Російський відділ                   | The Russia House              | 1990       | Данте                          |
| Павутиння                           | Das Spinnennetz               | 1989       | Бенджамін Ленц                 |
| Пекуча таємниця                     | Burning Secret                | 1988       | Барон Олександр фон Хауенштайн |
| Гануссен                            | Hanussen                      | 1988       | Eric Jan Hanussen              |
| З Африки                            | Out of Africa                 | 1985       | Брор Бліксен / Ганс Бліксен    |
| Плавучий маяк                       | The Lightship                 | 1985       | Captain Miller                 |
| Полковник Редль                     | Oberst Redl                   | 1984       | Альфред Редль                  |
| Ніколи не кажи ніколи               | Sag niemals nie               | 1983       | Maximilian Largo               |
| Дитячий сад                         | Детский сад                   | 1983       | німецький офіцер               |
| Мефісто                             | Mephisto                      | 1981       | Гендрік Гофген                 |
| Деррік (серіал)                     | Derrick                       | 1974—1998  | Erich Forster                  |
| Оскар Вайльд (ТБ)                   | Oscar Wilde                   | 1972       | Оскар Вайльд                   |
| Зв'язковий із Зальцбурга            | The Salzburg Connection       | 1972       | Johann Kronsteiner             |
| Приборкання норовливої (ТБ)         | Der Widerspenstigen Zähmung   | 1971       | Petrucchio                     |